# Tablilla de cera

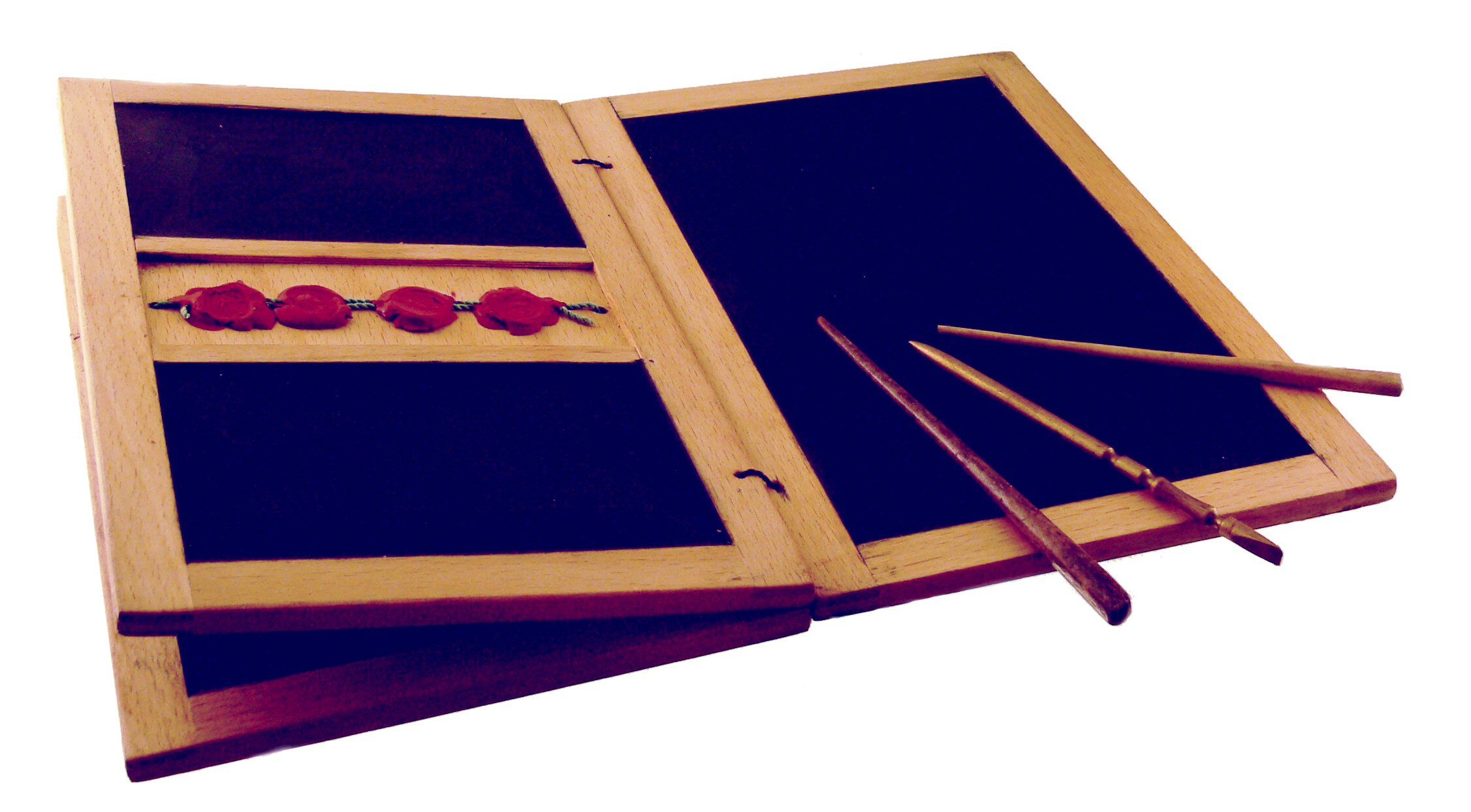
Reproducción de una tablilla de cera de estilo romano con tres estiletes.

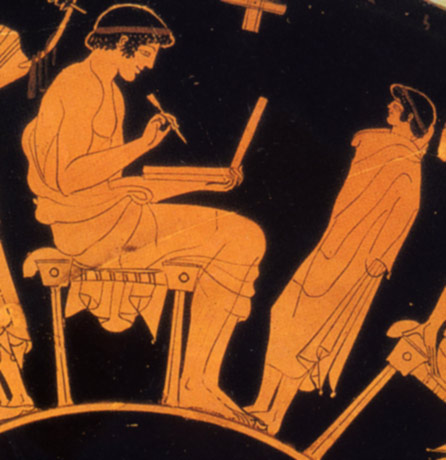
Escribiendo con estilete sobre una tablilla de cera plegable, alrededor de 500 a. C. (Berlín)

Una tablilla de cera o tablilla encerada es una tableta de madera cubierta con una capa de cera, a veces dos ligadas con cuerdas, un panel cubriendo el otro, como una "doble hoja" o Díptico. También había trípticos de tres tablillas o polípticos, de varias, y los modelos más caros eran en marfil. Fueron utilizadas como soporte de escritura portable y reutilizable desde la antigüedad clásica y durante toda la Edad Media e incluso el siglo XIX.
Mediante estiletes para escribir sobre ellas, que sobre la parte opuesta a la punta tenían un rascador para raspar la cera y borrar, las famosas tabulae se empleaban en la vida cotidiana con diferentes propósitos, desde ejercicios escolares a borradores literarios, cartas, notas de secretarios y el registro de cuentas en negocios y la administración. Las cartas de Cicerón hacen referencia de pasada a la utilización de las tabulae cerae.
Algunas tablillas de cera se han conservado en unos depósitos anegados de agua en el fuerte romano de Vindolanda sobre el Muro de Adriano. Hay libros medievales hechos en tablillas de cera que se pueden ver en varios museos europeos.